# André du Croquet
André du Croquet est né à Douai au début du XVIe siècle décède emporté par la peste en 1580 à Valenciennes tandis qu'il prêchait à Notre-dame sur l'Apocalypse de Saint-Jean.
Il est également nommé André dit Croquet mais il est plus connu de son temps sous le nom de Croquetius et  Docteur en théologie ; prieur de l'Abbaye de Hasnon attaché à l'Ordre de Saint-Benoît et habile prédicateur.
Disciple de Mathieu van Galen, Du Croquet voulut se faire réformateur de la langue française et voulait révolutionner l'orthographe de la langue en supprimant les lettres doubles et inutiles